# Джейл (співачка)
Джейл (тур.Jale Bekar) (нар. 24 липня 1961, Стамбул) — турецька поп-співачка.

## Кар'єра
В ранньому віці виявила інтерес до музики. Протягом навчання в школі брала активну участь в творчому житті закладу. 1979 року розпочала свою кар'єру, взявши участь у конкурсі «Golden Microphone» з почесним другим місцем. Брала участь в мюзиклах з такими артистами як Ніса Серезлі, Толга Аскінер, Гьоксель Кортай та Керем Йілмазер. Після майже трьох років роботи в театрі, наступні п'ять років працювала солісткою оркестру в соціальних закладах спортивного клубу «Фенербахче». Протягом чотирнадцяти років брала уроки співу та сольфеджіо у Белькіса Арана, вчителя вокалу. В 1986 році закінчила кафедру картотеки Ілдизького технічного університету.
В 1986 році вийшов перший альбом співачки «Süreyya».
В 1999 році вийшла її остання робота — альбом «Yüreğimin Songs». Дві популярні пісні «Üzgünüm» та «Son Geceler» прозвучали з новим аранжуванням. Артистка нарешті випустила свій перший Мініальбом під назвою «Mor».

## Дискографія

### Альбоми
- Süreyya (Göksoy-1986)
- Son Geceler (Emre-1993)
- Beni Hatırlarsın (Музика Ракса-Марша-1994)
- Yüreğimin Şarkıları (Universal-Joy Music-1999)
- Mor (Ossi Music-6 травня 2011 р.)

### Сингли
- El İnsaf (Ossi Music — 5 жовтня 2018)

### Інші твори
- Бере участь в музичному конкурсі «Золотий голуб» Kuşadası 1987 року(Kuşadası Altın Güvercin) — пісня Çok Geç'i seslendiriyor.
- Фінал конкурсу пісні Євробачення в Туреччині 1989 року — Разом з фантастичною любов'ю (Bir fantastik aşk) — дует разом з Седен Гюрель, пісня Гаро Мафяна[3].
- 1990 рік. Музичний конкурс «Золотий голуб» Kuşadası — Чи може Uğurluer озвучувати Х'ю О Хейлере[4].
- 40-річні пісні Баха (2015) — Голоси зроблені, але не залишили запису[5].
- З Кюршатом Башаром з «Where We Left» (2016) — озвучення Çınlasın.

## Відеокліпи
| Рік      | Пісня                    | Альбом                                            |
| -------- | ------------------------ | ------------------------------------------------- |
| 1986 рік | «Закриваюча сторінка»    | Süreyya                                           |
| 1986 рік | «Туга — троянда»         | Süreyya                                           |
| 1987 рік | «Запізно»                | 1987 Кушадаський музичний конкурс «Золотий голуб» |
| 1989 рік | «Son Geceler»            | Конкурс пісні Євробачення в Туреччині 1989 року   |
| 1993 рік | «Son Geceler»            | Son Geceler                                       |
| 1993 рік | «Kolay Kolay»            | Son Geceler                                       |
| 1993 рік | «Alavere Dalavere»       | Son Geceler                                       |
| 1993 рік | «Üzgünüm»                | Son Geceler                                       |
| 1994 рік | «Gel Güzelim Gel»        | Beni Hatırlarsın                                  |
| 1995 рік | «Gidiyorsun»             | Beni Hatırlarsın                                  |
| 1995 рік | «Vur Dedim Öldürdün»     | Beni Hatırlarsın                                  |
| 1995 рік | «Suçlusun»               | Beni Hatırlarsın                                  |
| 1999 рік | «Bu Şarkılar Senin İçin» | Yüreğimin Şarkıları                               |
| 1999 рік | «Üzgünüm»                | Yüreğimin Şarkıları                               |
| 2011 рік | «Aşkın Şarkısı»          | Mor                                               |
| 2011 рік | «Yenilirsem Yenileyim»   | Mor                                               |
| 2011 рік | «Mektup»                 | Mor                                               |
| 2011 рік | «Mektup (akustik)»       | Mor                                               |
| 2011 рік | «Herkes Evinde»          | Mor                                               |